# Low Budget Blues Band
Low Budget Blues Band var ett svenskt band, sammansatt av professionella musiker, men med karaktären av ett hobbyband. Bandet verkade i olika perioder mellan 1982 och 1994. Repertoaren var till en början helt bluesbaserad, men breddades med tiden till att också omfatta rhythm & blues, countryrock och även country, dock alltid med en blueskänsla i botten.

## Historik
Low Budget Blues Band gav under åren ut tre album samt fyra singlar. På det första albumet, som kom ut 1983, var sättningen Mats Ronander (sång, gitarr, munspel), Little Mike Watson (sång, bas), Lasse Wellander (gitarr och slide), Stefan Nilsson (piano), Hasse Olsson) (orgel) och Åke Sundqvist (trummor och slagverk). Till det andra albumet, som gavs ut 1990, hade Nilsson, Sundqvist och Watson utgått och ersatts av Niklas Medin (klaviatur), Nikke Ström (bas) samt Pelle Alsing (trummor). Denna konstellation bibehölls även på det tredje albumet som gavs ut 1994.

## Diskografi

### Low Budget Blues Band Vol. I[1][2]
Det första albumet spelades in på Soundtrade Studos med bandet som gemensam producent och utkom 1983 på skivmärket Polar. Som gästmusiker medverkade saxofonisterna Dave Castle och Glen Myerscough, trumpetaren Jan Kohlin och trombonisten Nils Landgren. Tekniker var Ronny Lahti. Utgåvan som ursprungligen gavs ut på vinyl och kassett släpptes under 2019 på streamingplattformarna, då kompletterad med ett bonusspår, Summer in the city.
Låtlista:
Sida A:
1. Don't start me talkin' av Sonny Boy Williamson
2. Struttin' with my baby av Peter Wolf och Seth Justman
3. Bo Diddley av Ellas McDaniel
4. The shape I'm in av Robbie Robertson
5. I just wanna make love to you av Wille Dixon
6. Watching the river flow av Bob Dylan

Sida B:
1. Medley: Got my mojo workin'  av McKinley Morganfeltd och Foster Preston - C.C. Rider av Ma Rainey - One way out  av Sonny Boy Williamson
2. Diving duck blues av Sleepy John Estes
3. Bring it on home to me av Sam Cooke
4. Little girl av John Mayall
5. Help me av Sonny Boy Williamson
6. How many more years av Chester Burnett

### Low Budget Blues Band. Vol. II[3]
Bandets andra album utkom 1990 på WEA, spelades in på Soundtrade Studios och producerades av Lasse Wellander och Mats Ronander, tekniker var Ronny Lahti. Förutom bandet medverkade en kör bestående av Sharon Dyall, Lisa Nilsson och Sanne Salomonsen samt en blåssektion bestående av trumpetarna Hasse Dyvik och Leif Lindvall, saxofonisterna David Wilczewski och Erik Häusler samt trombonisten Nils Landgren.
Låtlista:
1. I'm ready
2. Can I get a witness
3. The devil's right hand
4. Everybody wants to go to heaven
5. My babe
6. The usual
7. Walking the dog
8. Need your love so bad
9. Born under a bad sign
10. I wish you would
11. I'd rather be blind
12. I'll play the blues for you

Singel:
- The devil's right hand/I'll play the blues for you/Can I get a witness[4]

### Low Budget Blues Band - Country file[5]
Musiken på bandets tredje album, utgivet 1994 på WEA, baserades på country/countryrock. Albumet spelades in på Park Studios och producerades av Lasse Wellander och Mats Ronander, tekniker var Mats Lindfors. Steelgitarristen Janne Lindgren medverkade som gästmusiker.
Låtlista:
1. Tennessee plates
2. Come on, Sheila
3. City girls
4. Promise you anything
5. Desperados waiting for the train
6. Back to Bayou Teche
7. Loser's game
8. Take a look at my heart
9. The streets and the bars
10. I've been down
11. Get back to the country
12. All the best

Singlar:
- Promise you anything/All the best[6]
- City girls/Back to Bayoe Teche[7]
- Loser's game/Desperados waiting for the train[8]